# Wuzhu (General)

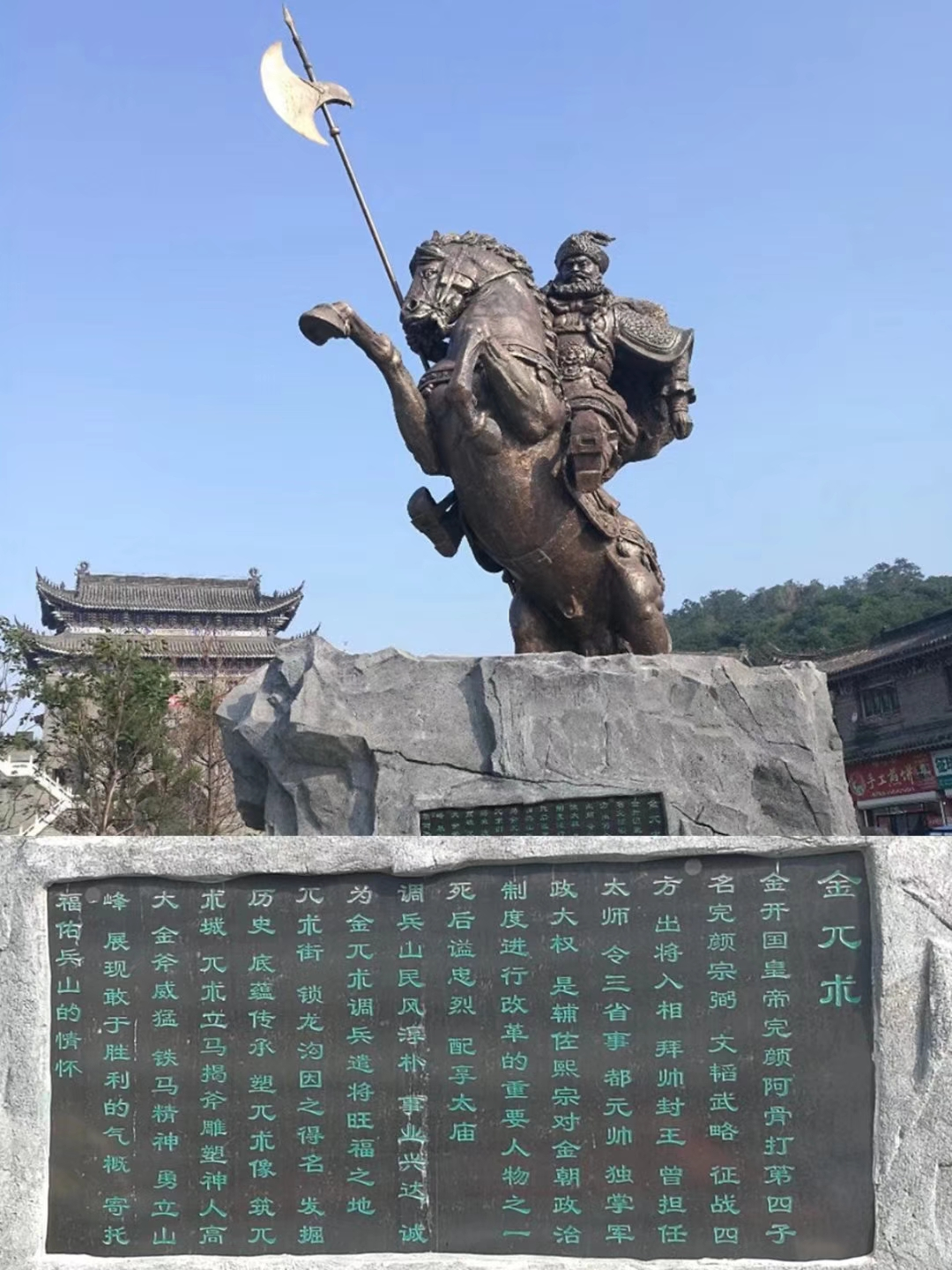
State of Jin Wuzhu

Jin Wuzhu (?–1148), auch bekannt unter seinem sinisierten Namen Wanyan Zongbi, war ein Prinz, Militärgeneral und Zivilminister der von Jurchen geführten Jin-Dynastie in China. Er war der vierte Sohn von Aguda (Kaiser Taizu), dem Gründer und ersten Kaiser der Jin-Dynastie.
Wuzhu begann seine militärische Karriere in seiner Jugend, als er an der von seinem Vater angeführten Jurchen-Rebellion gegen die von den Khitan geführte Liao-Dynastie teilnahm. Zwischen den späten 1120er und 1130er Jahren kämpfte er für die Jin-Dynastie in einer Reihe von Kriegen gegen die von den Han geführte Nördliche Song-Dynastie und ihren Nachfolgestaat, die Südliche Song-Dynastie. Im Jahr 1137 wurde er in Anerkennung seiner Verdienste im Kampf zum rechten Vizemarschall ernannt und als „Prinz von Shen“ belehnt.
Im letzten Jahrzehnt seines Lebens wurde er in mehrere hochrangige Positionen am kaiserlichen Hof der Jin berufen, darunter Linker Kanzler, Palastdiener und Marschall der Hauptstadt. Er starb 1148 an einer Krankheit. Im Laufe seines Lebens diente er unter drei Jin-Kaisern – Kaiser Taizu (seinem Vater), Kaiser Taizong (seinem Onkel) und Kaiser Xizong (seinem Neffen).